# Walter Hellmich (Herpetologe)
Karl Georg Walter Hellmich (* 26. Februar 1906 in Oschatz, Sachsen; † 29. Juli 1974 in Garmisch-Partenkirchen) war ein deutscher Herpetologe und Ökologe. Sein Forschungsschwerpunkt war die Systematik und Biogeographie von Reptilien, insbesondere in Südamerika.

## Leben und Wirken
Nach seinem Schulabschluss im Jahre 1925 begann Hellmich ein Studium am Zoologischen Institut der Universität München. 1929 promovierte er mit seiner Dissertation „Untersuchungen über Herkunft und Determination des regenerativen Materials bei Amphibien“ zum Dr. phil. Im Mai 1929 begann er als Assistent an der Zoologischen Staatssammlung München. Im September desselben Jahres wurde er Forschungsmitarbeiter an der Yale University und anschließend an der Universidad de Chile. 1931 kehrte Hellmich nach München zurück und wurde Assistent von Lorenz Müller (1868–1953). Er brachte eine große Sammlung von über 2000 Echsen mit, die sein Kollege Johann Heinrich Wilhelm Goetsch (1887–1960) in Chile zusammengetragen hatte. 1942 wurde Hellmich Kurator in der herpetologischen Abteilung der Zoologischen Staatssammlung München. Während des Zweiten Weltkrieges diente er in einer Verwaltungseinheit der Armee in München; nach dem Krieg war er im Lager Glasenbach bei Salzburg inhaftiert. 1948 kehrte er zum Museum zurück und wurde Müllers Nachfolger als Leiter der herpetologischen Abteilung. Müller war seit 1928 Chefkurator der zoologischen Abteilung gewesen und nach dem Krieg stark am Wiederaufbau der Zoologischen Staatssammlung München beteiligt, die durch Bombenangriffe im April 1944 schwer zerstört wurde. 1959 wurde Hellmich Direktor des Museums und 1964 wurde er von der Universität München zum Professor ernannt.
Anfang der 1960er-Jahre erregte die Himalayaregion die Aufmerksamkeit Hellmichs. In den 1950er-Jahren begann die Deutsche Forschungsgemeinschaft die südlichen Hänge des Mount Everest zu kartieren. 1959 wurde das Nepal Research Centre gegründet, um die umfangreiche Forschungsarbeit in der Region durchzuführen. Es wurden Ämter in München und Kathmandu eingerichtet und Hellmich wurde Generaldirektor des Forschungszentrums. Darüber hinaus war er Herausgeber der Publikationen des Nepal Research Centres. Nachdem sich das Projekt 1965 seinem Ende zuneigte, kam Hellmich persönlich mit König Mahendra zusammen, um eine Fortsetzung der Arbeit des Forschungsunternehmens Nepal Himalaya (Khumbu Himal) zu erörtern. Auch nach seinem Ruhestand im Jahre 1971 war Hellmich für das Nepal Research Centre tätig.
Zwischen 1928 und 1970 verfasste Hellmich etwa 85 wissenschaftliche Abhandlungen zur Herpetofauna, ein Großteil davon über Echsen und Schlangen aus Südamerika. Mehrere Artikel über die Echsen der Gattung Liolaemus aus Chile und Argentinien veröffentlichte Hellmich gemeinsam mit Lorenz Müller. Weitere Publikationen hatten die Herpetofauna in Angola, China, Libanon und Spanien zum Thema. Mehrere Artikel über die Herpetofauna der Türkei verfasste Hellmich gemeinsam mit Muhtar Başoğlu (1913–1981), mit dem er 1958 eine Expedition zum Vansee in Ostanatolien unternahm.
Hellmichs herpetologische Hauptwerke handeln von zwei deutschen Expeditionen zum Gran Chaco zwischen 1925 und 1932. Der erste Band umfasst die Krokodile, Amphibien und Schildkröten und wurde 1936 gemeinsam mit Lorenz Müller verfasst, der zweite Band beschreibt die Echsen der Region und erschien 1960. 1956 schrieb Hellmich einen Feldführer über die Reptilien und Amphibien Europas.

## Schriften (Auswahl)
- Zur Analyse des Farbkleides von Pleurodema bibroni Tschudi. (Beiträge zur Kenntnis der Herpetofauna Chiles). Sonderdruck aus dem „Biologischen Zentralblatt“, Georgthieme Verlag, Leipzig 1932.
- Die Eidechsen Chiles, insbesondere die Gattung Liolaemus: nach den Sammlungen Goetsch-Hellmich Verlag der Bayerischen Akademie der Wissenschaften, 1934
- Tiere der Alpen – Ein Wegweiser für Bergsteiger herausgegeben vom Hauptausschuß des deutschen und österreichischen Alpenvereines, Bruckmann Verlag, München 1936
- Reptilien und Amphibien (Wissenschaftliche Ergebnisse der Deutschen Gran Chaco-Expedition) Bd. 1. (mit Lorenz Müller), Verlag Strecker und Schröder, Stuttgart 1936
- Natur- und Heimatschutz. Kosmos Gesellschaft der Naturfreunde, Franck’sche Verlagshandlung, Stuttgart 1953
- Die Lurche und Kriechtiere Europas, Carl Winter – Universitätsverlag, Heidelberg, 1956 (englische Ausgabe: Reptiles and Amphibians of Europe, Blandford Press Ltd, London 1962)
- Herpetologische Ergebnisse einer Forschungsreise in Angola Zoologische Staatssammlung München, 1957
- Was find’ ich in den Alpen? Kosmos Gesellschaft der Naturfreunde, Franck’sche Verlagshandlung, Stuttgart 1958
- Die Sauria des Gran Chaco und seiner Randgebiete. Verlag der Bayerischen Akademie der Wissenschaften, 1960
- Khumbu Himal. Ergebnisse des Forschungsunternehmens Nepal Himalaya, (1. und 2. Lieferung 1965, 3. und 4. Lieferung 1966, 5. Lieferung 1967), Springer Verlag, Berlin
- Biologische Beiträge zur Kenntnis des Mount Kenya. Universitätsverlag Wagner, Innsbruck · München 1968
- Khumbu Himal. Bd. 2. [Beiträge zur Ökologie der Vögel Zentral- und Ost-Nepals] (mit Gerd Diesselhorst), Springer Verlag, Berlin 1968
- Khumbu Himal. Bd. 3. (1. Lieferung 1968, 2. Lieferung 1969, 3. Lieferung 1970), Springer Verlag, Berlin
- Tibesti – Zentrale Sahara: Arbeiten aus der Hochgebirgsregion. Universitätsverlag Wagner, Innsbruck, München 1972
- Khumbu Himal. Bd. 4. (1. Lieferung 1971, 2. Lieferung 1972, 3. Lieferung 1973), Springer Verlag, Berlin